# Narzes
Narzes ili Nerses (478. – 573.) je uz Belizara bio jedan od velikih generala u službi bizantskog cara Justinijana I. Službovao je za vrijeme Justinijanovog ponovnog osvajanja krajeva, koji su nekad pripadali Zapadnom Rimskom Carstvu, radi obnove Rimskog Carstva.
Narzes je bio romanizirani Armenac iz plemenitaške obitelji Kamsarakan, koja je tvrdila za sebe da podrijetlo vodi od armenske kraljevske kuće Arsakida. 
Veći dio života je proveo kao važni eunuh u carskoj palači u Carigradu.
Poznato je njegovo sudjelovanje u gušenju pobune Nika koje je naredila carica Teodora. Najviši časnik onda bio je vojskovođa Belizar, koji je uz pomoć magister milituma Ilirika, Munda, generala Narzesa i Ivana Armenca ugušio pobunu krvoprolićem na pobunjeničkom okupljalištu Hipodromu. Ključnu ulogu u jurišu na hipodrom je imao general Ivan Armenac. 
Osim te, sudjelovao je u bitki kod Tagine 552., bitki kod planine Lattari 552. – 553. i u bitki na rijeci Volturnu 554. godine.

## Podrijetlo
Narzes je bio perzijsko-armenskog podrijetla. U primarnim izvorima prvi put uopće spomenut je u materijalima koje je napisao Prokopije 530. godine. Godina njegovog rođenja nije poznata. Povjesničari se ne slažu pa pretpostavljaju da se rodio 478., 479. ili 480. godine. Pravo pitanje je godina njegove smrti, koju datiraju od 566. do 574., po čemu bi značilo da je umro u dobi od 86 do 96 godina starosti. Obitelj i rodbina su mu također nepoznanica. Brojne su priče ispričane o njegovom podrijetlu i o tome kako je postao eunuh.
Njegovo ponašanje prema drugima je opisao Agatija Skolastik iz Mirine kojeg su zvali "odvjetnikom Mirine": "Bio je čovjek jasna uma, pametan prilagoditi se vremenu. Nije bio načitan niti vješt govornik, no to je nadoknađivao plodnošću svoje intelektualnosti." Agatija ga je također i fizički opisao: "Bio je mal i naget, no snažniji i jaka duha više nego što bi se moglo povjerovati."